# 粵港汽車

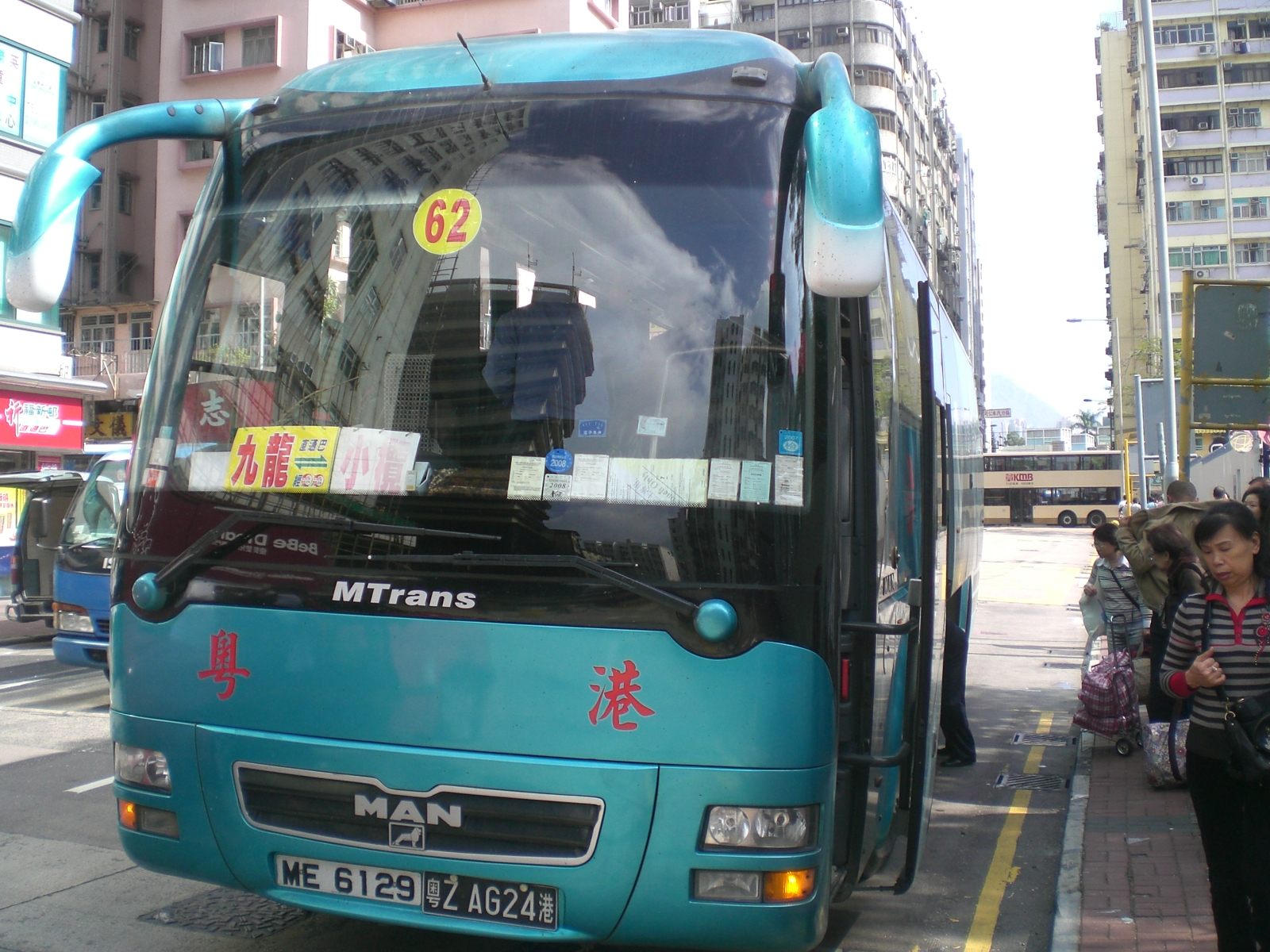
粵港汽車 MTrans，德國MAN猛獅巴士

粵港汽車運輸聯營有限公司（英語：The Motor Transport Company of Guangdong and Hong Kong Limited）於1980年5月1日成立，是首間提供穿梭香港及廣東省之跨境非專營旅遊客車服務的機構，最初由廣東省人民政府、英之傑汽車有限公司、招商局輪船股份有限公司共同創立，其後經過多次改組之後，現時由南粵物流持有 62% 股權，深圳市交通運輸公司及香港真美旅遊貿易有限公司分別持有 19% 股權。粵港汽車現時是廣東省交通集團有限公司的成員之一。
截至2005年10月，粵港汽車（包括旗下的港通汽車）擁有超過80個每日來回入境配額、112張跨境汽車證照、169輛旅遊客車。除跨境旅遊客車服務外，粵港汽車還提供跨境貨運服務，備有各類型貨車以及掛接車，數目接近100輛。

## 現有路線

### 獨營
- 路線包括由香港市區及香港迪士尼樂園來往廣州、普寧流沙、清遠、汕頭、汕尾、羅定、梅縣、興寧、新興縣、肇慶端州區、恩平、河源、開平、三水。

### 聯營
- 24小时跨境快线（为另一服务，并非跨境全日通有限公司组成公司之一）
  - 觀塘24小時跨境快線
    - 皇崗口岸↔藍田港鐵站↔創紀之城第5期apm（往皇崗方向）↔九龍灣港鐵站↔鑽石山荷里活廣場（往港鐵藍田站方向）

  - 油尖24小時跨境快線
    - 皇崗口岸↔尖沙咀柯士甸道（香港童軍中心）

  - 文錦渡快線
    - 文錦渡口岸↔上水廣場
- 雅居樂香港快巴（與深港榮利直通巴合作）
  - 來往中山雅居樂花園、凱茵豪園及香港市區
- 九龍江門快巴（與威盛運輸、中信國際合作）
  - 來往江門及香港市區
- 河源（同深港榮利合作）
- 惠州（同穗港客車合作）
- 肇慶（同深港榮利及中旅汽車合作）

## 車輛資料

### 現在使用巴士車款
- 斯堪尼亞K410CB4X2： MARCOPOLO AUDACE 1050車身
- 斯堪尼亞K410IB4X2： China Kong Pioneer II車身
- 斯堪尼亞K410IB4X2： MARCOPOLO AUDACE 800車身
- 斯堪尼亞K410IB4X2： MARCOPOLO AUDACE 1050車身（包括港通汽車的左軚車輛）
- 斯堪尼亞K410EB4X2： Higer T50車身
- 斯堪尼亞K360IB4X2： China Kong Pioneer II車身
- 斯堪尼亞K360IB4X2： MARCOPOLO AUDACE 1050車身
- 猛獅18.360 HOCL/R(歐盟V型)（A91）：InterCoach Lion's Smart車身+廈門金龍XMQ6129H車身
- 猛獅14.280 HOCL/R(歐盟IV型)（A67）：MTrans MM20車身
- 猛獅18.360 HOCL/R(歐盟V型)（R33）：MARCOPOLO AUDACE 1050車身+MTrans MM20車身
- 猛獅14.280 HOCL/R(歐盟IV型)（A67）：MTrans MM20車身（2+1商務座位車輛）
- 猛獅19.360 HOCL/R(歐盟V型)（RR2）：彭順國際客車廠車身
- 西沃客車XW6125H（採用富豪B9R底盤）：西沃9300車身（港通汽車專屬）
- 豐田Coaster XZB70

### 過去使用巴士車款
- 利蘭亞比安 Clydesdale ECD23：新加坡Chua Heng車身（部分為左軚駕駛）
- 利蘭亞比安 Viking EVK55：新加坡Chua Heng車身+新亞車身（由九巴購入，空調機於重裝車身時額外加裝）
- 三菱Fuso BM115L：香港製車身，仿日式外型
- 三菱Fuso BM115L：台灣日億(Zuyih)車身
- 三菱Fuso RK125L：台灣日億(Zuyih)車身
- 平冶OH1113：台灣寶立華車身
- 歐霸AP160：台灣寶立華車身
- 歐霸EuroRider 391.12.29：Beulas Stergo'E車身（港通汽車專屬）
- 日產柴油RP80N：富士重工Industries R3車身
- 日產柴油RP210NSN：富士重工Industries 7E車身（包括港通汽車的左軚車輛）
- 富豪B10M：Plaxton Premiere車身
- 大富SB2750：Berkhof Axial 50車身
- 猛獅18.360 HOCL/R(歐盟III型)（A51）：MTrans MM20車身+SKS e128i車身（包括港通汽車的左軚車輛）
- 猛獅18.310 HOCL/R(歐盟II型及歐盟III型)（A51）：亞洲Zodiac車身+Berkhof Axial 50車身+MTrans MM10車身+MTrans MM20車身
- 猛獅18.360 HOCL/R(歐盟III型)（A82）：宇通Liontong車身+MTrans MM10車身+MTrans MM20車身（A82為中國制底盤）（包括港通汽車的左軚車輛）
- 猛獅18.310 HOCL/R(歐盟III型)（A55）：MTrans MM10車身（A55為中國制底盤）
- 猛獅18.410 HOCL/R(歐盟II型)（A51）：Berkhof Axial 50車身（港通汽車專屬）
- 猛獅18.350 HOCL/R(歐盟IV型)（A91）：宇通車身+MTrans MM20車身+InterCoach Lion's Smart車身（宇通車身的18.350 HOCL/R在宇通官方名稱為ZK6128HD）
- 斯堪尼亞K113CRB：Berkhof Axial 50車身+IRIZAR Century I車身
- 斯堪尼亞K124IB：IRIZAR Century II車身
- 斯堪尼亞K114IB：IRIZAR Century II車身（包括港通汽車的左軚車輛）
- 斯堪尼亞K380IB：蘇州金龍（海格）A50車身+彭順國際客車廠車身（包括港通汽車的左軚車輛）
- 斯堪尼亞K310IB4X2：蘇州金龍（海格）A50車身
- 猛獅Lion's Coach RH403（A13）：猛獅車身（港通汽車專屬）
- 宇通ZK6100H：宇通車身
- 蘇州金龍（海格）KLQ6118：蘇州金龍（海格）S91車身

## 附屬公司
粵港汽車 現全資持有以下公司：
- 港通（香港）汽車運輸有限公司（左軚限定）
- 深圳市粵港汽車運輸有限公司
- 廣東粵利佳客運有限公司
- 威盛運輸企業有限公司
- 岐關旅運（香港）有限公司
- 廣發運輸有限公司

## 聯絡
- 粵港汽車運輸聯營有限公司：(852)23177900

## 外部連結
- 粵港汽車運輸聯營有限公司
- 粤港直通车订票网站 | Powered by GoByBus.hk
- 香港巴士大典上的相关条目：粵港汽車